# Unterelbe

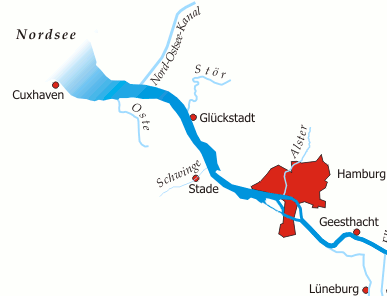
Lauf der Unterelbe

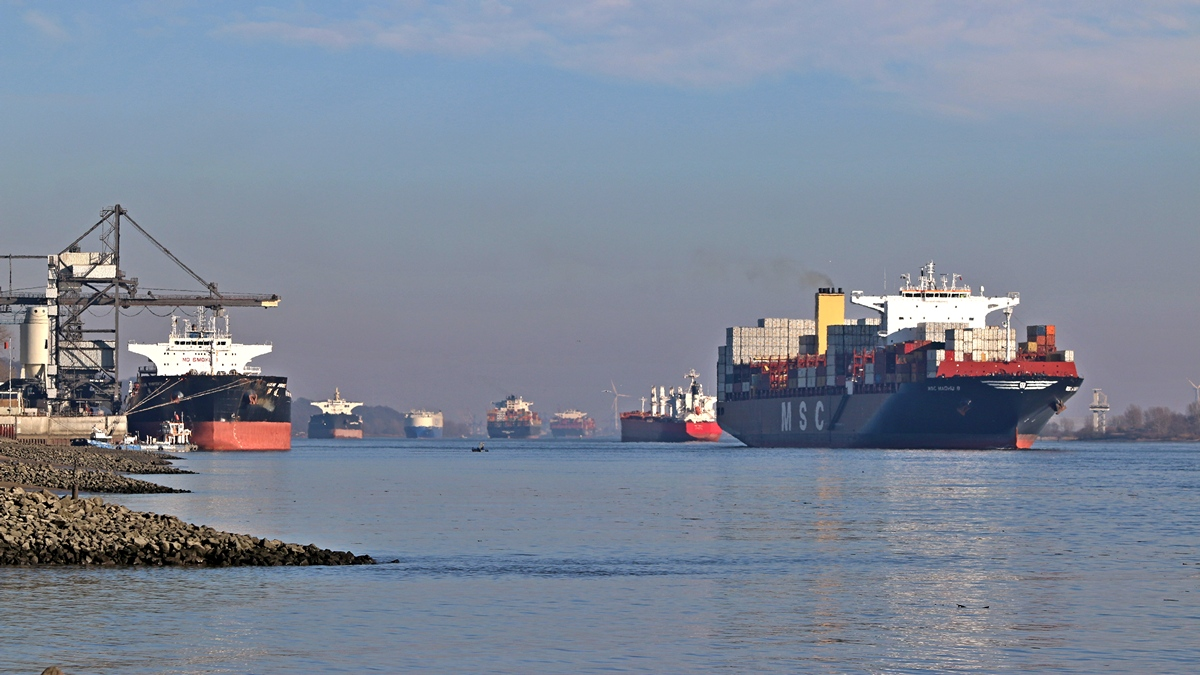
Schiffsverkehr auf der Unterelbe bei Hamburg

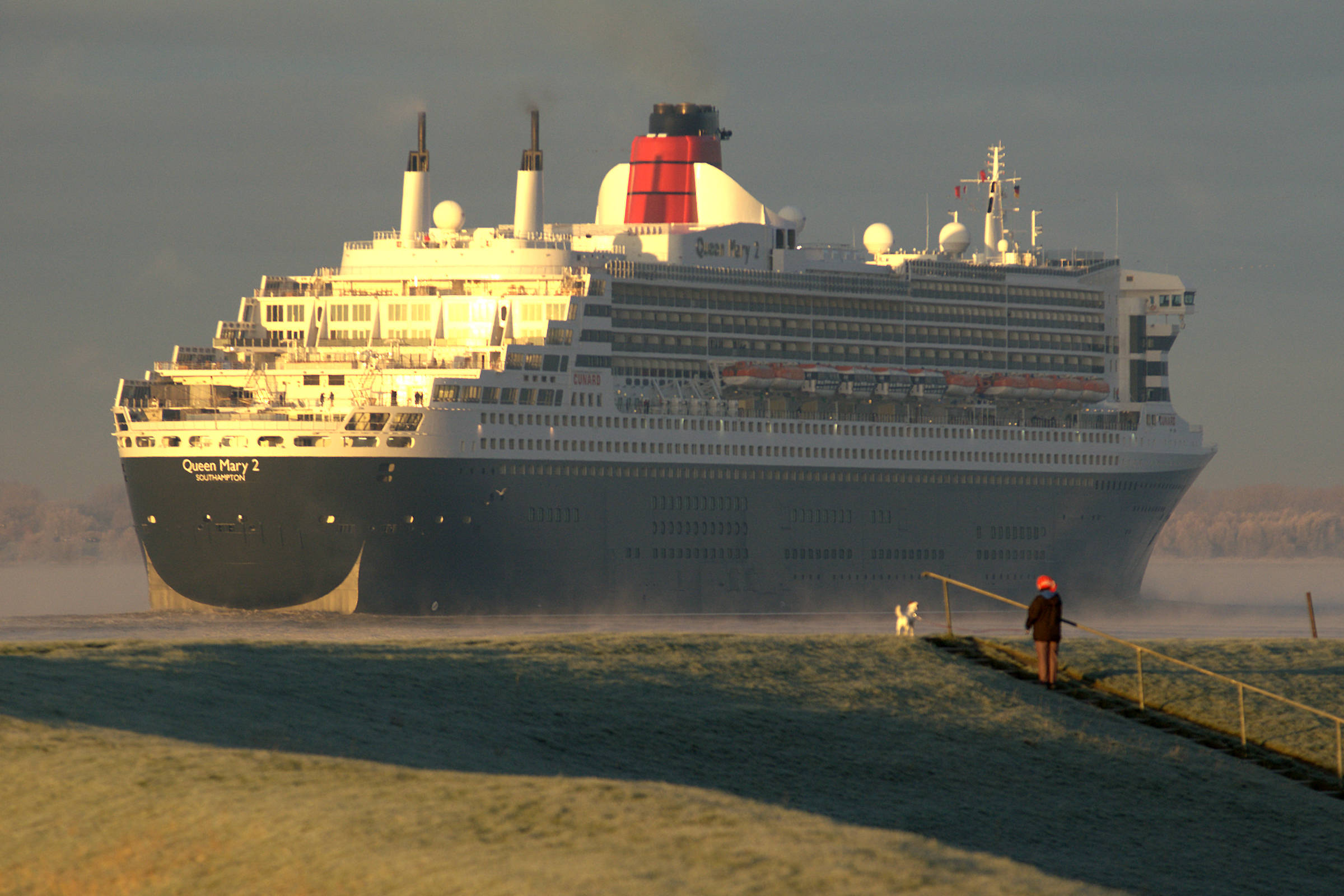
Queen Mary 2 auf der Unterelbe bei Glückstadt

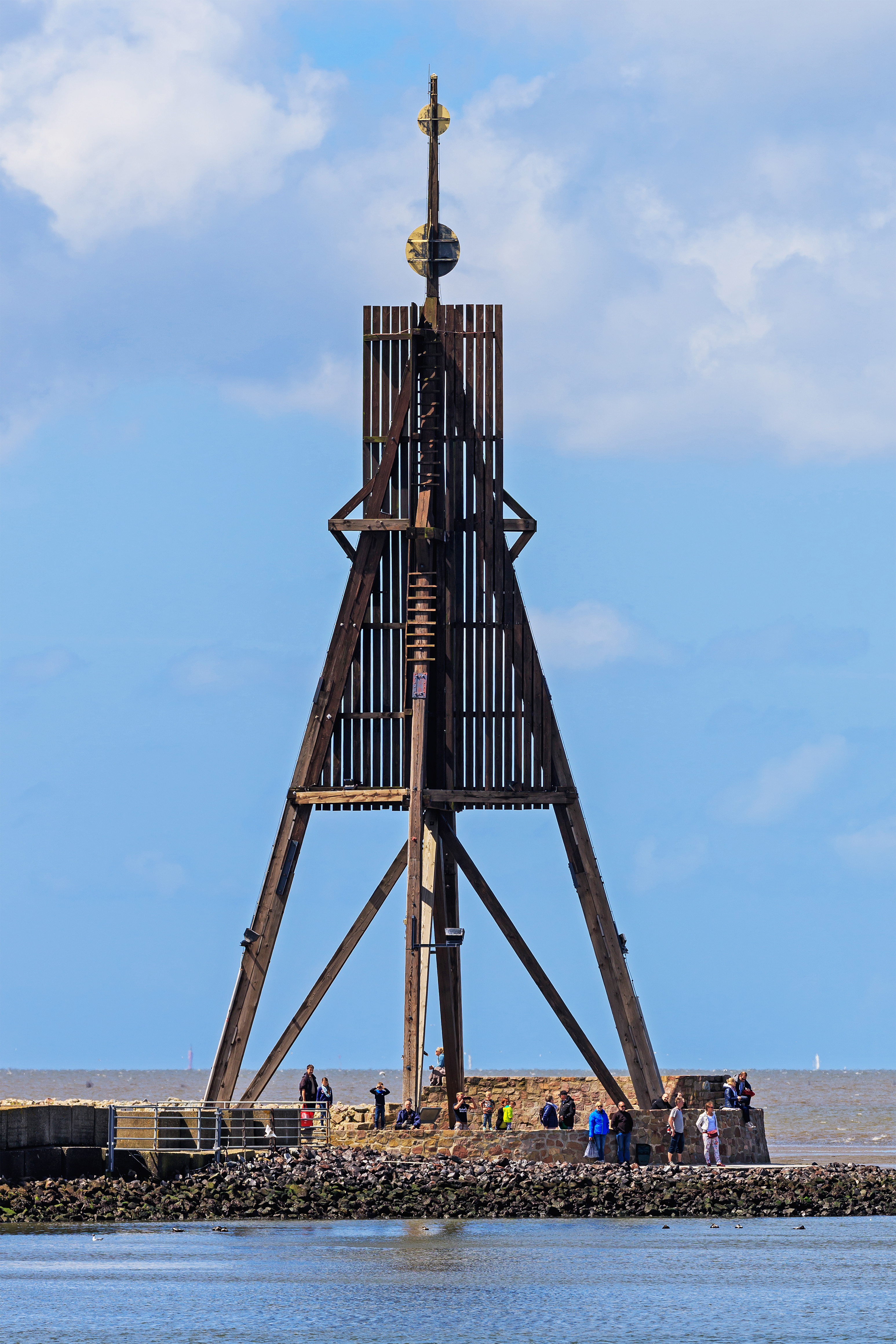
Die Kugelbake bei Cuxhaven markiert die Mündung der Elbe in die Nordsee.

Als Nieder- oder Unterelbe (seltener auch Tideelbe, Tidenelbe oder Gezeitenelbe) wird der rund 140 km lange Abschnitt der Elbe zwischen der Staustufe Geesthacht (km 586) und der Kugelbake in Cuxhaven (km 727,73) bezeichnet. Der langgestreckte Mündungstrichter (Ästuar) unterliegt den Gezeiten Ebbe und Flut, und das Marschland beiderseits der Unterelbe kann von Sturmfluten der Nordsee in Mitleidenschaft gezogen werden.
Die Unterelbe ist von großer Bedeutung für die internationale Seeschifffahrt, insbesondere als Zufahrt zum Hamburger Hafen, aber auch zum Nord-Ostsee-Kanal und damit zur Ostsee. Nach dem Bundeswasserstraßengesetz gilt sie in ihrem gesamten Verlauf als Binnenwasserstraße, bevor sie als Außenelbe zur Seewasserstraße wird. Schifffahrtsrechtlich ist sie jedoch nur von Geesthacht bis Oortkaten (km 607,50) eine Binnenschifffahrtsstraße. Im weiteren Verlauf unterliegt sie als sogenannte Delegationsstrecke der Zuständigkeit Hamburgs; ab km 638,98 (Leuchtturm Tinsdal) ist sie dann Seeschifffahrtsstraße.

## Namen und Abgrenzung
Die Begriffe Nieder- und Unterelbe werden im Allgemeinen synonym gebraucht, wobei Niederelbe der ältere, regional angestammte Name ist (analog zu niederdeutsch oder Niedersachsen), während Unterelbe erst seit dem 19. Jahrhundert in Gebrauch gekommen ist. Die Abgrenzung ist dabei höchst uneinheitlich: So galten früher beispielsweise die Alstermündung in Hamburg oder später die Hamburger Elbbrücken als Grenze; heutzutage werden zuweilen auch die Bunthäuser Spitze, die Köhlbrandmündung oder das Mühlenberger Loch als Beginn der Nieder- bzw. Unterelbe angesehen. Zuweilen wird auch der Flussabschnitt ab Lauenburg schon zur Niederelbe gezählt.
Um diese widersprüchlichen Abgrenzungen zu umgehen, werden in der Fachliteratur Begriffe wie Tide(n)elbe, Gezeitenelbe oder Elbeästuar bevorzugt, die auf den Einfluss der Gezeiten als Unterscheidungskriterium verweisen. Dieser ist seit dem Bau der Staustufe Geesthacht 1960 räumlich eindeutig festgelegt, reichte zuvor aber deutlich weiter flussaufwärts bis in die Gegend um Lauenburg oder Boizenburg.

## Geographie

### Geographische Lage

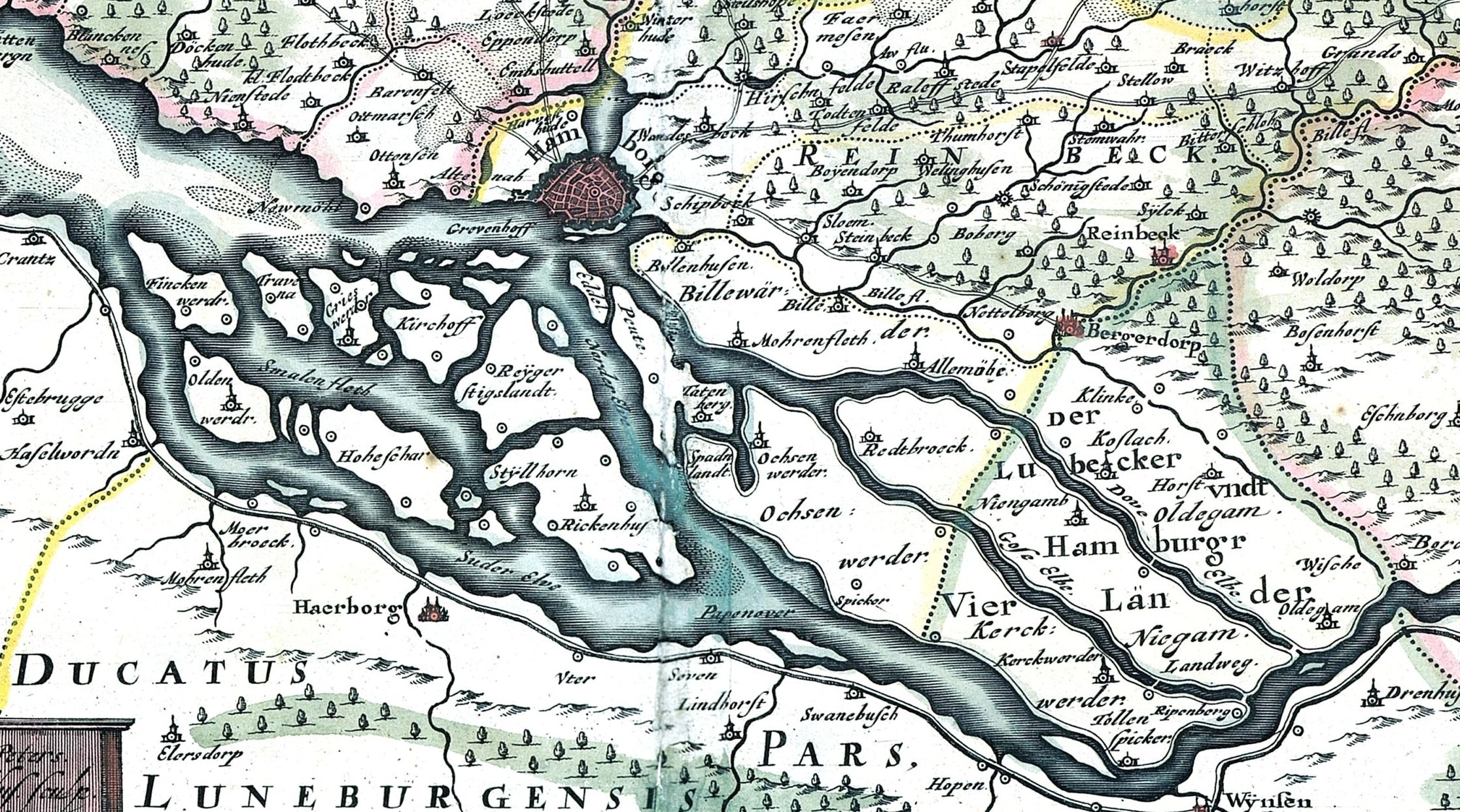
Im 17. Jahrhundert reichte das Binnendelta der Elbe noch von den Vierlanden bis Finkenwerder.

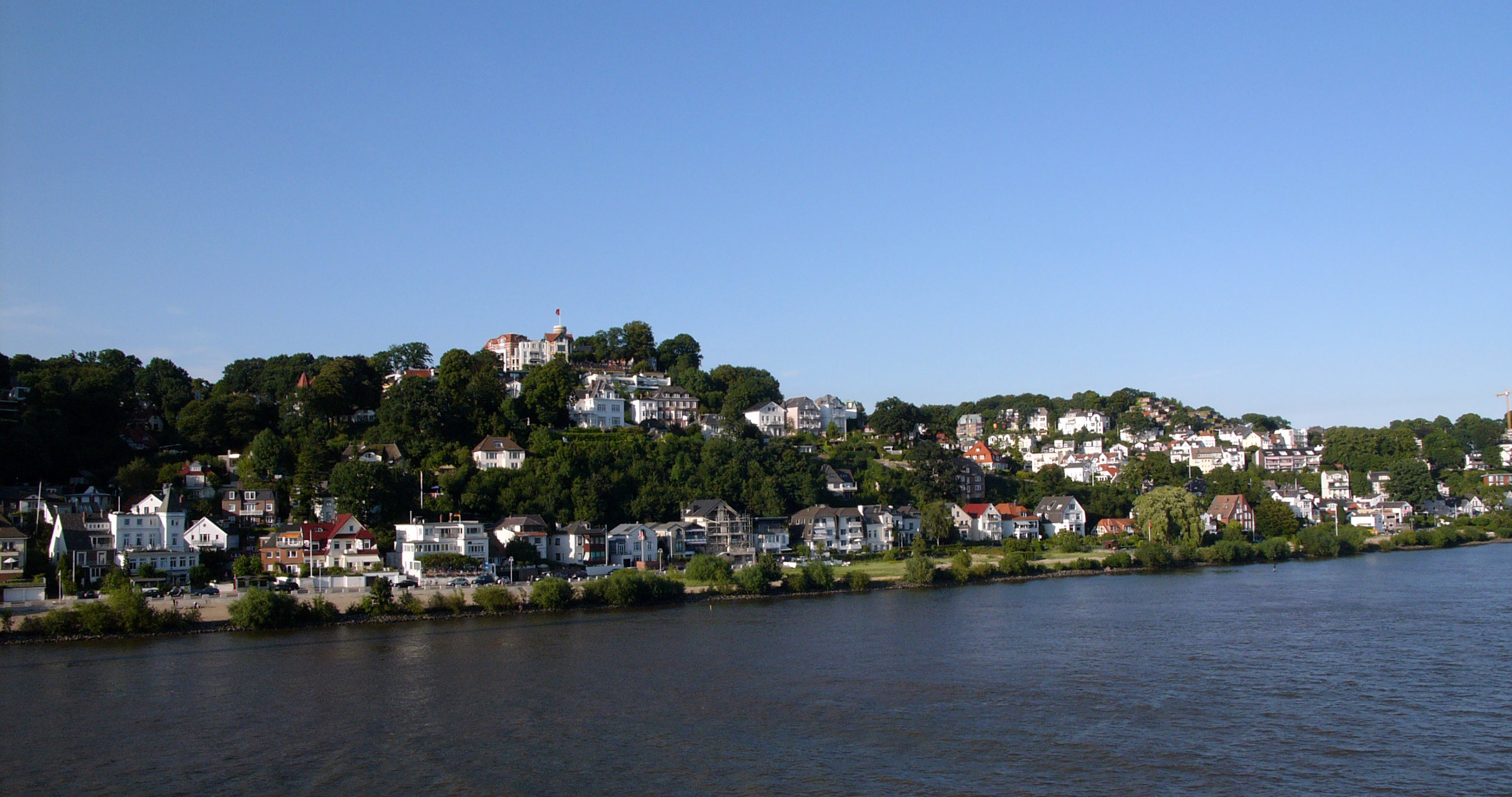
Hohes Elbufer bei Blankenese

Die Unterelbe folgt auf ihrer gesamten Länge dem eiszeitlichen Elbe-Urstromtal, das zu beiden Seiten von bis zu 50 Meter hohen Geesthängen gesäumt wird. Dazwischen hatte sich im flachen Marschland ein langgestrecktes Binnendelta ausgebildet, das ursprünglich kurz hinter Geesthacht bei Drage begann und auch die zu Hamburg gehörenden Vier- und Marschlande einschloss.  Diese wurden jedoch bereits seit dem 12. Jahrhundert sukzessive eingedeicht und die Nebenarme Dove Elbe und Gose Elbe vom verbliebenen Hauptstrom abgetrennt. Dieser wird auch als „obere Tidenelbe“ bezeichnet und trennt die Vier- und Marschlande von den niedersächsischen Elbmarschen im Landkreis Harburg.
Das heutige Binnendelta beginnt etwa 17 km flussabwärts an der Bunthäuser Spitze, wo sich die Elbe für etwa 15 Kilometer in die Norder- und Süderelbe aufteilt und dabei die – de facto aus mehreren kleineren Inseln bestehende – „Elbinsel“ Wilhelmsburg umschließt. Die Süderelbe geht in ihrem weiteren Verlauf in den Köhlbrand über, der sich gegenüber dem Altonaer Balkon wieder mit der Norderelbe vereint. Der ursprüngliche Mündungsarm Alte Süderelbe ist durch die 1963 erfolgte Abdeichung zum stehenden Gewässer geworden.
Ab dem Zusammenfluss von Norder- und Süderelbe verläuft die Unterelbe auf Hamburger Stadtgebiet zwischen den nördlich gelegenen Elbvororten und den südlich der Elbe gelegenen Ortsteilen Waltershof und Finkenwerder zum Mühlenberger Loch. Bis 1963 mündete erst hier die Süderelbe in die Norderelbe.
Hier beginnt der letzte Flussabschnitt, der durch eine Vielzahl kleinerer Binneninseln entlang der Ufer und mitten im Strom geprägt ist (z. B. Hahnöfersand, Lühesand, Pagensand, Rhinplate). Neben den von den Inseln gebildeten Nebenarmen gibt es im Elbevorland rechts und links eine Reihe von Seitenarmen, wie beispielsweise linkselbisch die Wischhafener Süderelbe, die bei Wischhafen in die Elbe mündet.
Bei Cuxhaven ist die Elbe etwa 18 Kilometer breit. Von Hamburg bis zur Mündung ist der Fluss rund 108 Kilometer lang.

### Nebenflüsse
Rechte Nebenflüsse in Flussrichtung:
- Bille (65 km)
- Alster (56 km)
- Flottbek
- Wedeler Au (12 km)
- Pinnau (41 km)
- Krückau (37 km)
- Stör (87 km)

Linke Nebenflüsse in Flussrichtung:
- Ilmenau (109 km)
- Seeve (42 km)
- Este (62 km)
- Lühe (13 km)
- Schwinge (29 km)
- Oste (149 km)
- Medem (16 km)

### Kanäle
Einziger wirtschaftlich bedeutender Kanal, der von der Unterelbe abzweigt, ist der Nord-Ostsee-Kanal. Daneben sind für die Freizeitschifffahrt noch der Hadelner Kanal als Teilstück des Schiffahrtsweg Elbe-Weser und der Altenbrucher Kanal südöstlich von Cuxhaven von Bedeutung. Ebenfalls zu dieser Kategorie gehört heute der Ilmenaukanal im Zuge der Ilmenau; er war bis zum Bau des Elbe-Seitenkanals für die Wirtschafts- und Stadtentwicklung Lüneburgs von Bedeutung.

### Uferlandschaften
Die Unterelbe ist in ihrer Genese seit der Weichsel-Eiszeit durch das Urstromtal der Elbe geformt worden. Wie die Namen der angrenzenden Landschaften bereits andeuten, ist dieses Gebiet zum großen Teil geprägt von Marschländereien. Nur wenige Orte bzw. Ortsteile auf Hamburger Stadtgebiet bis einschließlich der Stadt Wedel liegen auf Endmoränen.
Auf der rechten Elbseite liegen zunächst die zu Hamburg gehörenden Vier- und Marschlande sowie die Elbinseln des Hamburger Binnendeltas. Die ab Wedel folgenden schleswig-holsteinischen Marschlandschaften werden allesamt durch Fluss-/Kanalläufe getrennt: Am Geestrand bei Wedel beginnt zunächst die Haseldorfer Marsch; das östliche Ende bildet hier die Wedeler Au. Westlich der Pinnau beginnt anschließend die Seestermüher Marsch, die bis zur Krückau reicht. Ihr nordwestlich vorgelagert ist die Kremper Marsch. Jenseits der Stör beginnt schließlich die Wilstermarsch, die bis an den Nord-Ostsee-Kanal bzw. die Burger Au reicht. Abschließend folgen die Marschgebiete des südlichen Kreises Dithmarschen.
Auf der linken (niedersächsischen) Elbseite begleiten die Marschländereien die gesamte Unterelbe, beginnend mit der Lüneburger und Winsener Elbmarsch, sowie die ehemals Harburger Elbmarschen. Darauf folgen das Alte Land zwischen Süderelbe und Schwinge, das Land Kehdingen zwischen Schwinge und Oste sowie das Land Hadeln zwischen der Oste und der Wurster Heide.

#### Strandabschnitte

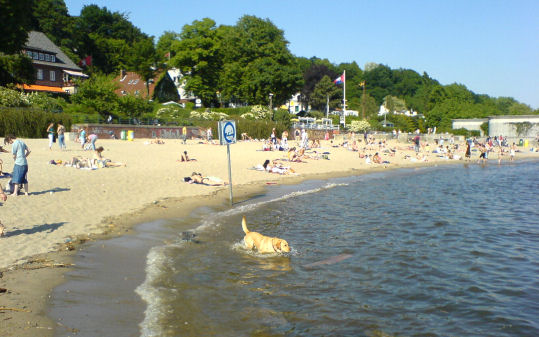
Elbstrand Övelgönne

Entlang der Unterelbe gibt es einige Sandstrände, die auch als Badestellen genutzt werden, so auf Hamburger Gebiet bei Övelgönne und Wittenbergen, auf schleswig-holsteinischem Gebiet in Brokdorf. Der Strand bei Duhnen an der Elbmündung berührt mit seinem östlichen Ende an der Cuxhavener Kugelbake gerade noch den Verlauf der Unterelbe; mit vier Kilometern wäre er damit der längste an diesem Flusslauf gelegene Sandstrand.

### Geologie des Mündungsbereichs
Obwohl der Mündungstrichter bis zu 18 km breit ist, bleibt dem Schiffsverkehr auch dort nur ein relativ enges Fahrwasser; den Rest nehmen breite Wattbänke wie der Medemsand ein. Die engste und mit über 30 m tiefste Stelle liegt vor dem Glameyer-Stack unweit von Cuxhaven, das zugleich als die entscheidende Schwachstelle im Deichverlauf gilt. Würde dort der Deich brechen, wäre mit der Überflutung weiter Gebiete des Landes Hadeln zu rechnen.
Das Mündungsgebiet in die Nordsee nennt man Helgoländer Bucht. Diese ist ihrerseits ein Teil der Deutschen Bucht.

Satellitenbild (2007)
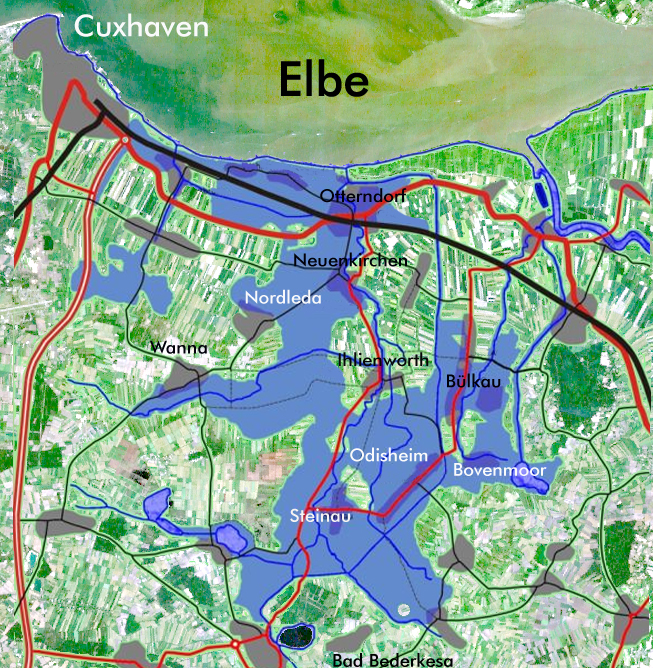
Überschwemmungen bei Deichbruch am Glameyer-Stack
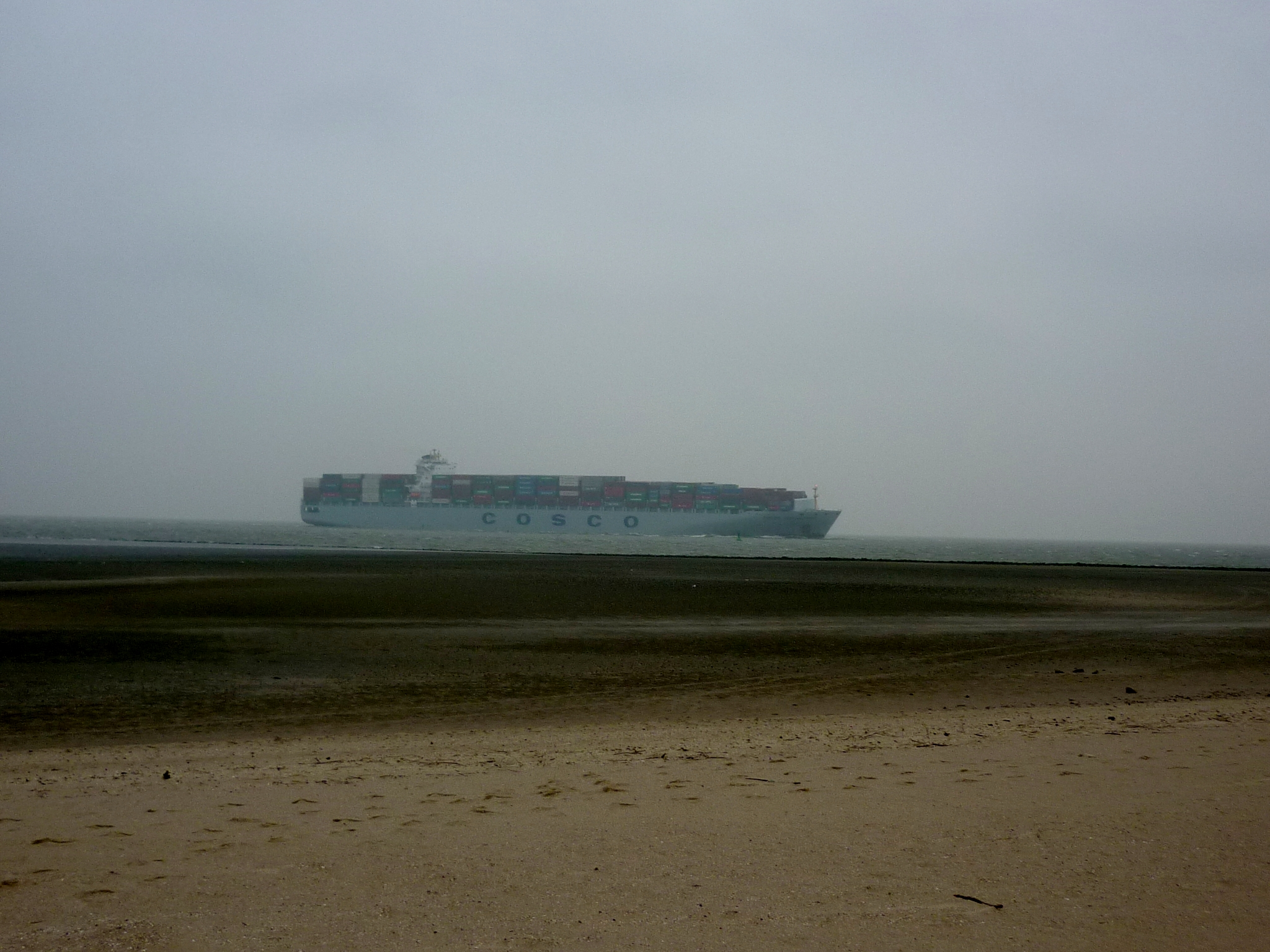
Schiffsverkehr bei Niedrigwasser

### Ländergrenzen
Im Verlauf der Niederelbe (einschl. der Elbmündung) noch nicht geklärt ist der Verlauf der Grenzen zwischen den Ländern Schleswig-Holstein, Niedersachsen und Hamburg. Geklärt sind durch verschiedene Verwaltungsabkommen und Staatsverträge der beteiligten Bundesländer verschiedene Verwaltungs- und Gerichtszuständigkeiten, nicht jedoch die Gebietshoheit.

### Städte
Entlang der Unterelbe befinden sich einige bedeutende Städte. An erster Stelle ist die Freie und Hansestadt Hamburg als Zentrum der gleichnamigen Metropolregion Hamburg zu nennen.
Auf schleswig-holsteinischer Seite zählen Brunsbüttel mit der Einfahrt in den Nord-Ostsee-Kanal und den benachbarten Industrieanlagen, Glückstadt und, oberhalb Hamburgs, Geesthacht dazu.
Auf der niedersächsischen Seite sind vor allem Stade und Cuxhaven von Bedeutung.

## Geschichte

### Frühgeschichte
Um 12 v. Chr. erreichten die Römer die Elbe-Mündung. Sie nannten den Fluss Albis und die Gegend beiderseits der Unterelbe Albingia. Wie weit sie die Elbe hinauf fuhren, ist nicht überliefert. Zu Beginn des 9. Jahrhunderts n. Chr. drang Karl der Große in den Sachsenkriegen bis an die Elbe vor. Die Christianisierung des Nordens begann. Im Jahr 817 wurde die Hammaburg, die Keimzelle Hamburgs, im Mündungsgebiet der Alster gegründet.
Um 845 wurden zahlreiche Siedlungen entlang der Unterelbe bis zur Hammaburg von Wikingern überfallen, 915 und 916 überfielen Wenden und Dänen gemeinsam den Hamburger Sprengel. Wenden unter dem christlichen Abodritenfürsten Mistewoi brannten Hamburg nieder und verwüsteten Stormarn und Holstein. Im Jahr 1032 überfielen die Wenden unter ihrem Fürsten Gottschalk erneut Stormarn und Holstein.
Um 1060 befestigte Erzbischof Adalbert den Süllberg in Blankenese. Adalbert wurde 1066 – vor allem auf Drängen der Billunger – gestürzt. Nordalbier zerstörten anschließend seine Burg auf dem Süllberg. 1142 wurde das Kirchspiel Bishorst gegründet.

### Hoch- und Spätmittelalter
Das 12. Jahrhundert war auch durch Landgewinnung und -zerstörung gekennzeichnet. So begannen Holländer im Jahr 1148 mit der Eindeichung der Haseldorfer Marsch. 1164 verwüstete die Julianenflut den Unterelbraum bis nach Wedel, ca. 20.000 Menschen und viele tausend Stück Nutzvieh starben dabei.
In diese Zeit datiert auch ein Vertrag, der für die Entwicklung des wirtschaftlichen Zentrums von herausragender Bedeutung ist. Im Jahr 1189 erhielt die große Stadt einen Freibrief von Friedrich „Barbarossa“. Es ist umstritten, ob dieser den Hamburgern wirklich das wichtige Stapelrecht zusicherte.
Das 13. Jahrhundert war geprägt durch die „Erste Marcellusflut“ im Jahre 1219 und eine weitere Sturmflut vor 1236. Letztere trennte Finkenwerder und Gorieswerder von Dradenau. Auch die Allerkindleinsflut im Jahr 1248 verursachte schwere Verwüstungen. Sie überflutete das Elbegebiet und trennte die historische Elbinsel Gorieswerder in mehrere Teile. Im Jahr 1297 erhielt schließlich das am südlichen Elbrand gelegene Harburg die Stadtrechte verliehen.
Hamburg dehnte seinen Einflussbereich auf die Elbmündung aus, zunächst mittels Erwerb von Rechten an der Insel Neuwerk vom Herzog von Sachsen-Lauenburg.
Das 14. Jahrhundert begann mit der zweiten Schlacht bei Uetersen. 1310 stellte Hamburg den 35 Meter hohen Neuwerker Turmbau als Seezeichen und Vorposten gegen Nordseepiraten und Strandräuber im Gebiet um Scharhörn fertig. Im Jahr 1314 erfolgte der Ausbau der Hatzburg bei Wedel durch die Schauenburger Grafen. Später wurde die Elbinsel Gorieswerder zerrissen; unter anderem entstand hierbei die Elbinsel Veddel. Nach einem Bündnisvertrag mit den Wurtfriesen der Marsch Land Wursten 1316 endete das Jahrhundert mit einem weiteren Erfolg zugunsten der Stadt Hamburg, 1394 erwarb sie von den Lappes eine Ritterschaft an der Elbmündung. Von da an schützte Hamburg die Elbmündung von dem neugegründeten hamburgischen Amt Ritzebüttel, aus dem später Cuxhaven hervorging und übte zunehmenden wirtschaftlichen Einfluss auf die Unterelbe aus, zu Lasten der damals noch bedeutenderen Hafenstädten wie Stade. Ein Jahr später wurden durch die Stadt die Binneninseln Ochsenwerder und Moorwerder erworben. Ziel war die Beherrschung des Eingangs zur Norderelbe.

### Frühe Neuzeit
Nach dem Jahr 1500 kam es zur Gründung von Altona. Im Jahr 1543 begann man mit dem ersten Siedlungsbau im zuvor erworbenen Amt Ritzebüttel. Die Siedlung Dikshave (heute: Cuxhaven) entstand als kleine Deichreihensiedlung.

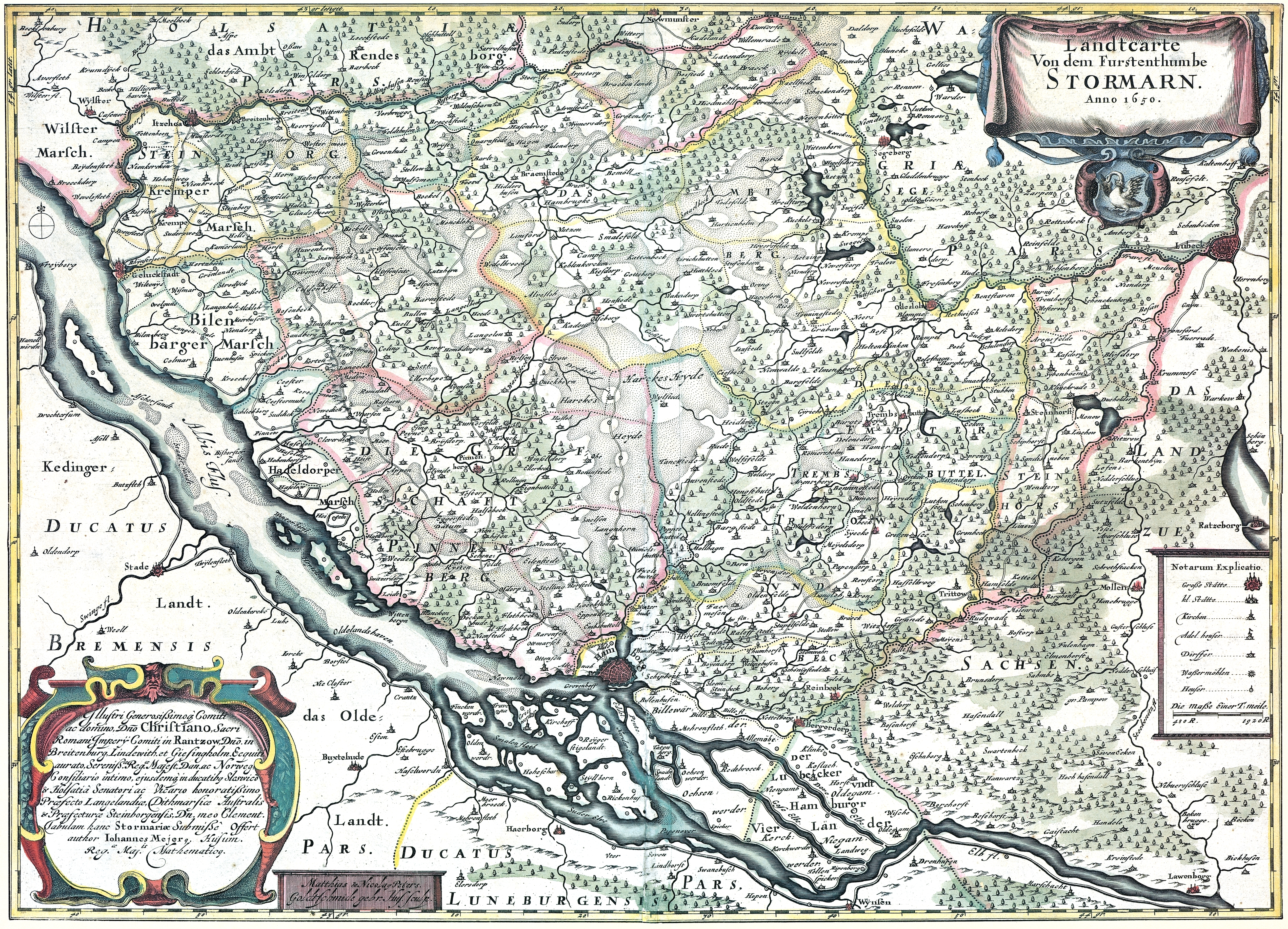
Unterelbe von Lauenburg bis Wilstermarsch 1650

Im 17. Jahrhundert. kam es zur Errichtung der Hamburger Wallanlagen. In der Folge entstand ein neuer Elbhafen an der Mündung der Alster, vor dem Baumwall. 1617 gründete Christian IV., König von Dänemark und Herzog von Schleswig und Holstein, Glückstadt in Konkurrenz zu Hamburg. Im Jahr 1627 suchte die Allerheiligenflut (7. November) das Gebiet der Unterelbe heim und überflutete große Marschländereien. Während des Dreißigjährigen Krieges geriet Stade zunächst in kaiserlich-katholische Hand von Tilly, wenig später erstmals in schwedische. Im Jahr 1634 kam die Große Flut (11./12. Oktober). Nach dem Westfälischen Frieden gelangte das Elbe-Weser-Dreieck als Herzogtümer Bremen und Verden in schwedischen Besitz innerhalb des Heiligen Römischen Reiches. Im Jahr 1658 brandschatzten schwedische Truppen Uetersen. Im Jahr darauf wurde die dänische Festung Hetlinger Schanze am Elbufer der Haseldorfer Marsch errichtet und 1672 weiter verstärkt. Im Jahr 1664 verlieh Friedrich III., König von Dänemark und Herzog von Schleswig und Holstein, Altona das Stadtrecht.
Zwischen 1700 und 1721 kam es zum Großen Nordischen Krieg.
Im Jahr 1717 kam es zu einer der schwersten Sturmfluten an der Nordseeküste. Im Bereich der Unterelbe wurden Uetersen, die Haseldorfer- und Seestermüher Marsch bis vor Elmshorn überflutet. Später entwickelte sich Altona zu der führenden Hafenstadt an der Unterelbe. In der zweiten Hälfte des 18. Jahrhunderts hatte die Stadt zeitweise mehr Tonnage unter Segel als das benachbarte Hamburg. Von 1726 bis 1736 bestand eine Handelssperre zwischen Holstein und Hamburg. Im Jahr 1731 zerstörte der Große Brand von Wedel (16. Mai) einen Großteil der Siedlung.
In der zweiten Hälfte des 18. Jahrhunderts gab es mehrere Sturmfluten. 1751 wurde auf diese Weise das Dorf Bishorst endgültig ausgelöscht. 1756 ereignete sich eine weitere große Sturmflut, die mehreren hundert Menschen den Tod brachte. Im Jahr 1764 wurde die Festung Hetlinger Schanze abgebrochen. Hamburg gewann im Jahr 1768 auf friedlichem Wege Gebiete von großer Bedeutung für die Zukunft seiner Häfen; von Hannover erwarb es alle Elbinseln zwischen Billwerder und Finkenwerder.

### Im 19.Jahrhundert
Das 19. Jahrhundert brachte im Unterelberaum gravierende Veränderungen mit sich.
In den Napoleonischen Kriegen wurde Hamburg 1806 von den Franzosen besetzt und das nordwestdeutsche Tiefland vom Niederrhein bis nach Lübeck von Frankreich annektiert. Die Häfen mussten sich an der Kontinentalsperre beteiligen. Die Hamburger Franzosenzeit dauerte bis zum Jahr 1814. Eine besonders schwere Zeit erlebte die Bevölkerung in den Befreiungskriegen im Winter der Jahre 1813/14. Im so genannten Kosakenwinter kam es im Bereich der Herrschaft Pinneberg zu mehreren Brandschatzungen und Plünderungen.
Von besonderer Bedeutung waren aber auch einige industrielle Innovationsschübe, die sich im Elberaum auswirkten. So erfolgten nach dem Großen Brand von 1842 die vorzeitige Inbetriebnahme der Hamburg-Bergedorfer Eisenbahn. In den Jahren darauf wurden verschiedene Bahnstrecken von und nach Hamburg bzw. Altona fertiggestellt, in chronologischer Reihenfolge: Kiel–Altona, Berlin-Hamburg und Hannover–Harburg. Der Bau der letztgenannten Strecke war dafür verantwortlich, dass die bis dahin unbedeutende Stadt Harburg zum wichtigsten hannoverschen Hafen wurde. Später, im Jahr 1872, erfolgte der Sprung der Eisenbahn über die Elbe. Die Eisenbahnverbindung von Hamburg nach Harburg war die erste vollständige Überbrückung der Elbe bei Hamburg. Nach einem weiteren Jahrzehnt erfolgte im Jahr 1883 der Bau der Bahnverbindung Blankenese - Wedel. Eine weitere wichtige verkehrstechnische Innovation im Hamburger Raum erfolgte 1899. Im Zuge des Baus weiterer Hamburger Elbbrücken wurde die erste Straßenverbindung über die Elbe errichtet.
Um die Jahrhundertmitte begann eine Reihe von drei Kriegen, von denen nur der erste mehrere Jahre dauerte, die beiden kurzen jedoch die politische Geografie der Region durchgreifend veränderten. Der Schleswig-Holsteinische Krieg von 1848–1851 war im Grunde ein Aufstand Schleswig-Holsteins gegen Dänemark, zunächst mit Unterstützung des Deutschen Bundes erfolgreich, nach dem Ende dieser Unterstützung dann unterlegen. Der Deutsch-Dänische Krieg im Jahr 1864 griff auch auf die südlichen Landesteile des Herzogtums Holstein als Anrainerstaat der Unterelbregion über. Nachdem Dänemark diesen Krieg verloren hatte, kamen die holsteinischen Gebiete zunächst an Österreich. Nach dem Sieg des Königreichs Preußen über den Deutschen Bund im Deutschen Krieg 1866 wurden die holsteinische Gebiete ebenso wie das auf der südlichen Elbseite angrenzende Königreich Hannover von Preußen annektiert.
Wirtschaftliche Meilensteine waren u. a. die Änderungen von Zollgrenzen. Hierzu zählte zunächst die Bildung einer solchen im Jahr 1852 zwischen Altona und dem restlichen Holstein. Während des Deutsch-Französischen Krieges wurde Hamburg zudem Teilstaat des neugegründeten Deutschen Reiches, blieb aber zunächst Zollausland. Bestrebungen des Reichskanzlers Bismarck, Hamburg für den Beitritt zum Deutschen Zollverein zu gewinnen, führten im Jahr 1880 zu erweiterten Gebietsrechten der wachsenden Metropole im Bereich zwischen Lauenburg und der Elbmündung. Ab dem Jahr 1883 wurde zudem die Speicherstadt auf dem Grasbrook gebaut; fast 40.000 Menschen wurden umgesiedelt. Sie war bis zum Jahr 2003 Teil des Freihafengebiets. 1888 erfolgte schließlich der Wegfall aller Binnenzollgrenzen. In diesem Jahr trat auch Hamburg dem Deutschen Zollverein bei. In der Folgezeit war nur noch der Freihafen Zollausland.

### Ab dem 20. Jahrhundert
Das 20. Jahrhundert war durch eine zunehmende Ökonomisierung der Unterelberegion bestimmt, als Hamburg zum wirtschaftlichen und politischen Zentrum der heute gleichnamigen europäischen Metropolregion an der Unterelbe wurde.
Kennzeichnend für diese Entwicklung waren unter anderem großräumige Gebietsveränderungen im Hamburger Umland. Von besonderer Bedeutung in diesem Zusammenhang war die erfolgte Eingemeindung der pinnebergischen Elbgemeinden Othmarschen, Klein- und Groß Flottbek, Blankenese und Rissen nach Altona im Jahr 1927. Aber auch die neuen kommunalen Änderungen der 1930er Jahre zählen hierzu. Mit dem Groß-Hamburg-Gesetz aus dem Jahr 1937 wurden ein Jahr später die vorher selbstständigen Städte Altona, Harburg und Wandsbek in die Stadt Hamburg eingemeindet. Im Gegenzug musste die gewachsene Stadt aber auch Gebiete an der Unterelbe abgeben. Auf diese Weise wurden das im Jahre 1907 zur Stadt aufgestiegene Cuxhaven sowie Geesthacht preußisch. 1969 wurden allerdings die Inseln Neuwerk und Scharhörn wiederum an die Freie und Hansestadt Hamburg verkauft (Staatsvertrag mit Niedersachsen).

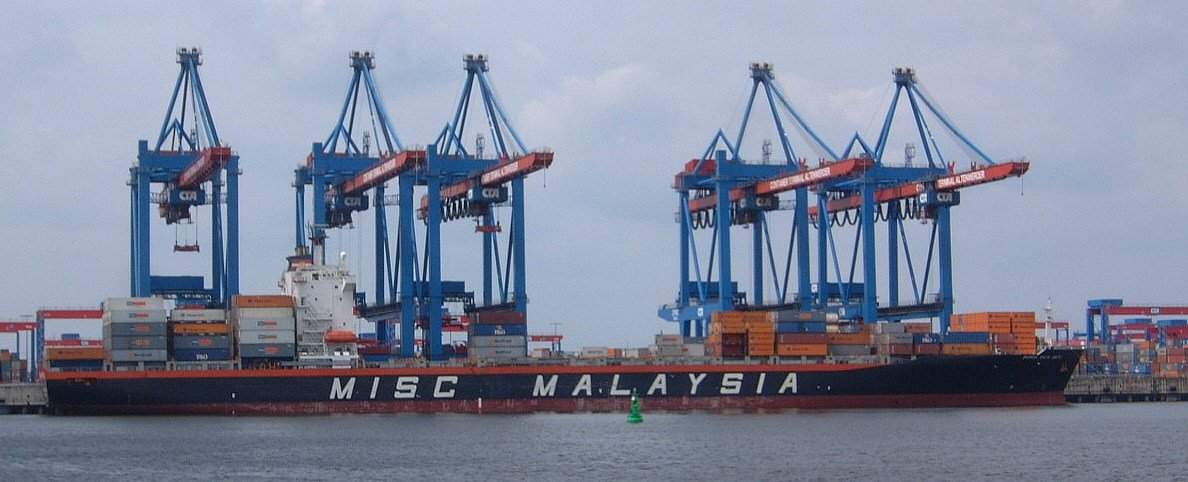
Containerterminal Altenwerder

Im Zusammenhang mit dem wirtschaftlichen Bedeutungszuwachs wurde der Hamburger Hafen in Schüben immer weiter ausgebaut und zu einem hoch modernen und leistungsfähigen Containerhafen von Weltrang modernisiert. Vorerst letztes Großprojekt in diesem Bereich war der Bau des Containerterminals Altenwerder. Dieser wurde 2004 in Betrieb genommen. Allerdings waren für den wachsenden Hafen auch Investitionen in die verkehrstechnische Erreichbarkeit notwendig. So wurde im Jahr 1911 durch den St.-Pauli–Elbtunnel eine feste Verbindung zwischen dem Stadtkern Hamburgs auf der Nordseite der Elbe und der Insel Steinwerder errichtet. Dieser wurde erst 1975 durch die Eröffnung des Neuen Elbtunnels im Verlauf der A7 als Hauptverkehrsverbindung abgelöst. Letzterer wurde zunächst in drei Tunnelröhren ausgeführt. Die steigenden Verkehrszahl machten jedoch bald einen Ausbau notwendig. Seit dem Jahr 2002 fließt der Verkehr nunmehr auch durch die vierte Röhre. Für einen besseren Verkehrsfluss innerhalb des Hafengebiets wurde im Jahr 1974 auch das alte Trajekt über den Köhlbrand durch die Köhlbrandbrücke ersetzt.

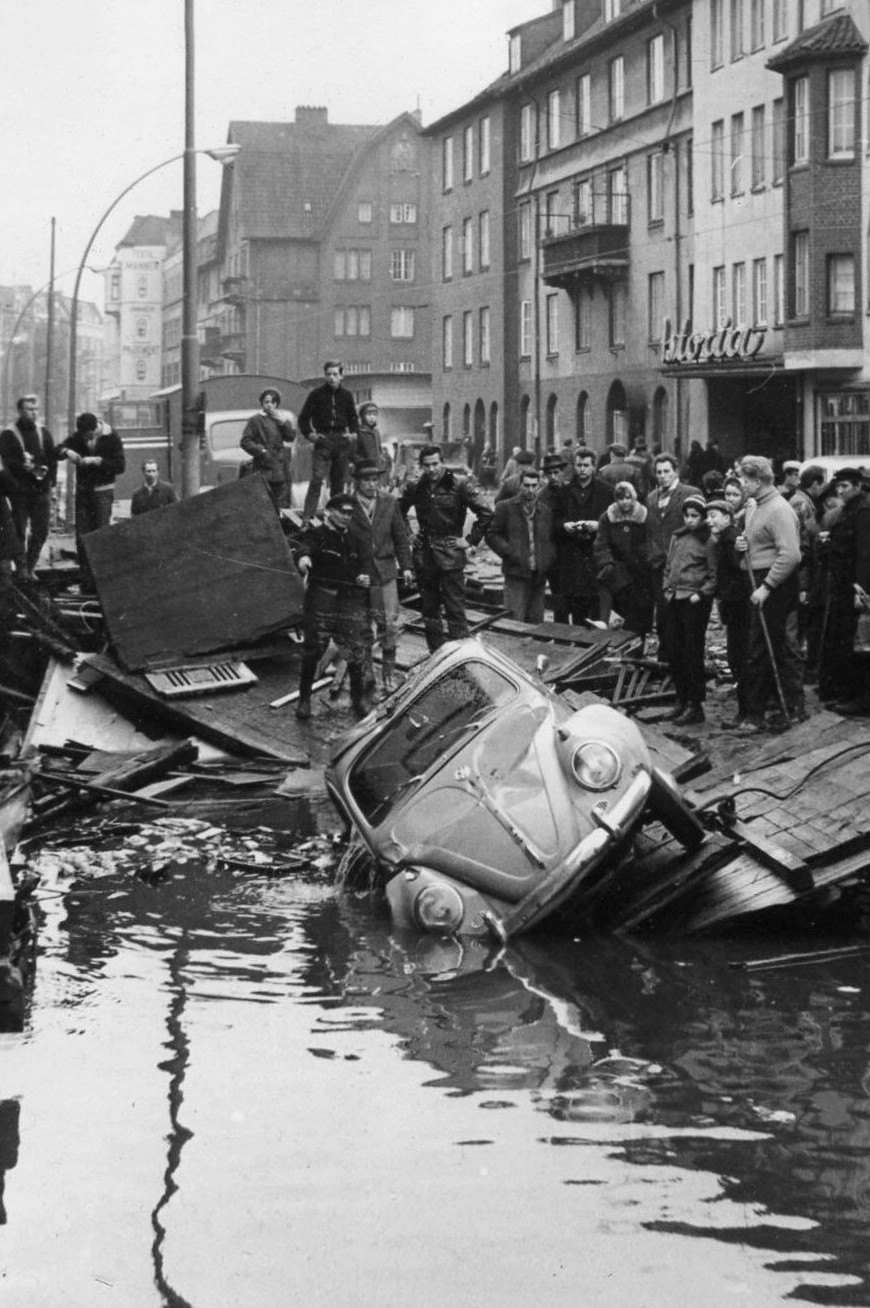
Schäden der Sturmflut 1962 in Wilhelmsburg

Aber auch zivilisatorisch zerstörerische Katastrophen passierten im 20. Jahrhundert. Gravierende Einschnitte bedeutete für Hamburg der Zweite Weltkrieg. Ein Großteil der Stadt Hamburg wurde durch die Operation Gomorrha, eine Serie von Luftangriffen der britischen Royal Air Force im Juli/August 1943, zerstört (siehe Geschichte Hamburgs). Weitere Rückschläge für die Unterelbe bildeten Sturmfluten in den 1960er und 70er Jahren. Von bundesweiter Bedeutung ist noch heute die Sturmflut im Jahr 1962 mit ihren weiträumigen Zerstörungen an der ganzen deutschen Nordseeküste. In Hamburg wurden große Teile des Stadtteils Wilhelmsburg überflutet. Bei der anschließenden Deichverstärkung wurde die untere Süderelbe abgedeicht. Die obere Süderelbe fließt seitdem durch den Köhlbrand ab. In der Folgezeit wurden mehrere Küstenschutz-Bauwerke entlang der Unterelbe errichtet (z. B. 1965–68 der Bau der Pinnau- und Krückausperrwerke). Diese, wie auch zahlreiche andere Deichbauprojekte auf der schleswig-holsteinischen Unterelbeseite (z. B. Vordeichung der Wedeler- und Haseldorfer Marsch, wodurch das Naturschutzgebiet Haseldorfer Binnenelbe mit Elbvorland entstand), waren Teil des von der zuständigen Landesregierung im Anschluss beschlossenen Generalplans Küstenschutz, der in der Folgezeit immer weiter fortgeschrieben und angepasst wurde. Auf niedersächsischen Seite kam es zu vergleichbaren Investitionsmaßnahmen. Im Januar 1976 kam es aber erneut zu zwei weiteren schweren Sturmflutereignissen. Bei der ersten brach der Elbdeich bei Hetlingen und die Haseldorfer Marsch wurde überflutet. Deichbrüche gab es auch am neu im Bau befindlichen Seedeich in Kehdingen.

## Umwelt- und Naturschutz

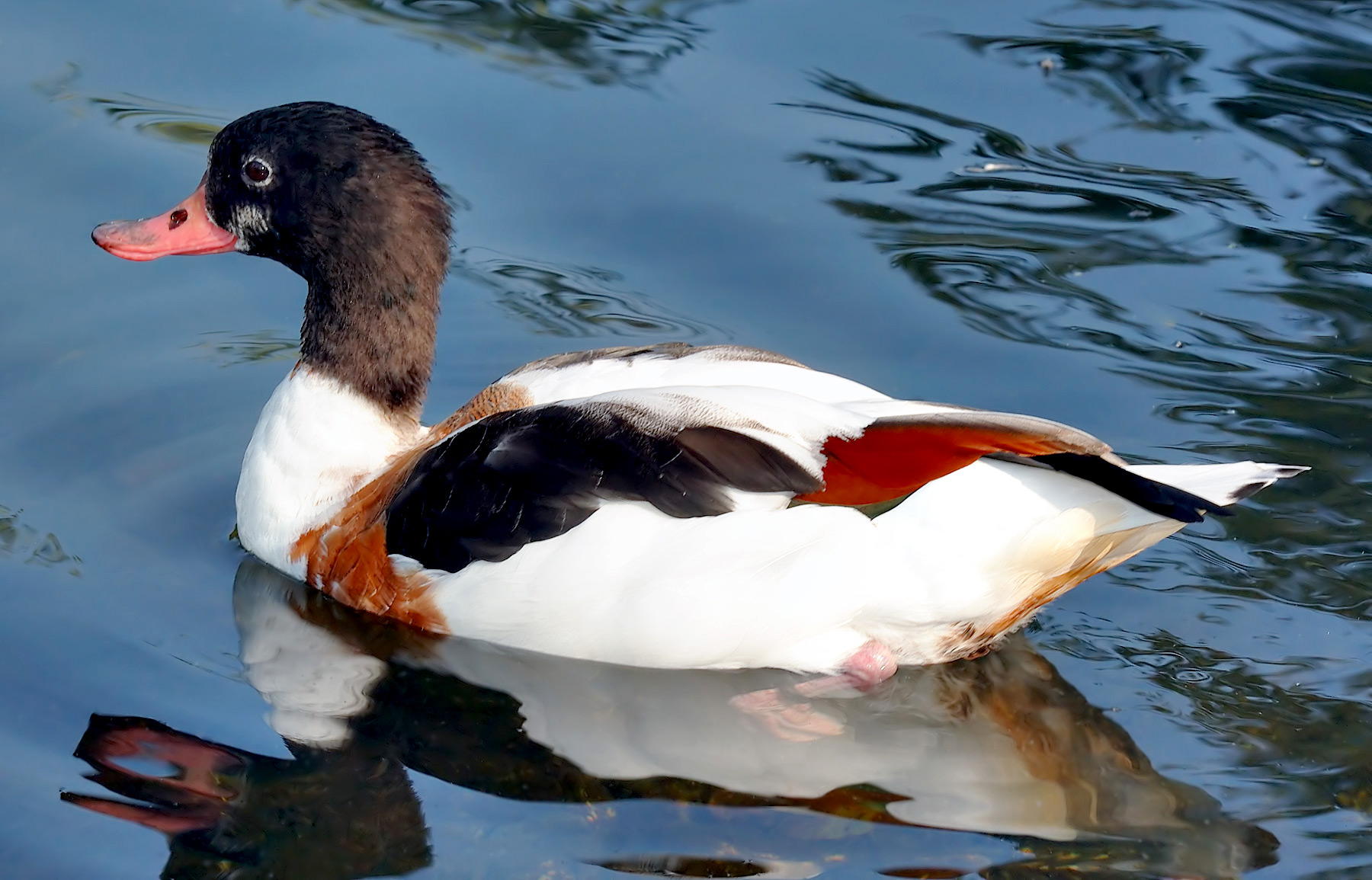
Brandgans – geschützte Brutstätten im Wattenmeer

Die Unterelbe ist vor allem als Brutgebiet seltener Vogelarten von großer Bedeutung. Zum Schutz der Natur vor Eingriff des Menschen sind an der Unterelbe verschiedene Naturschutzgebiete ausgewiesen. Hierzu zählen:
- Allwördener Außendeich und Brammersand, aufgegangen im NSG Elbe und Inseln
- Asselersand
- Auenlandschaft Norderelbe
- Borsteler Binnenelbe und Großes Brack
- Elbwiesen
- Eschschallen im Seestermüher Vorland
- Flottbektal im Jenischpark
- Finkenwerder Süderelbe
- Hadelner und Belumer Außendeich
- Haseldorfer Binnenelbe mit Elbvorland
- Hetlinger Schanze
- Heuckenlock
- Mühlenberger Loch
- Nationalpark Hamburgisches Wattenmeer, zugleich Biosphärenreservat.
- Neßsand
- Niedersächsischer Mündungstrichter der Elbe
- Nordkehding
- Oste vor der Mündung
- Pagensand
- Rhee
- Rhinplate
- Vogelschutzgebiet Hullen (ehemals)
- Schilf- und Wasserfläche Krautsand/Ostende
- Schwarztonnensand
- Westerweiden
- Wittenbergener Heide

## Wirtschaftsraum Unterelbe

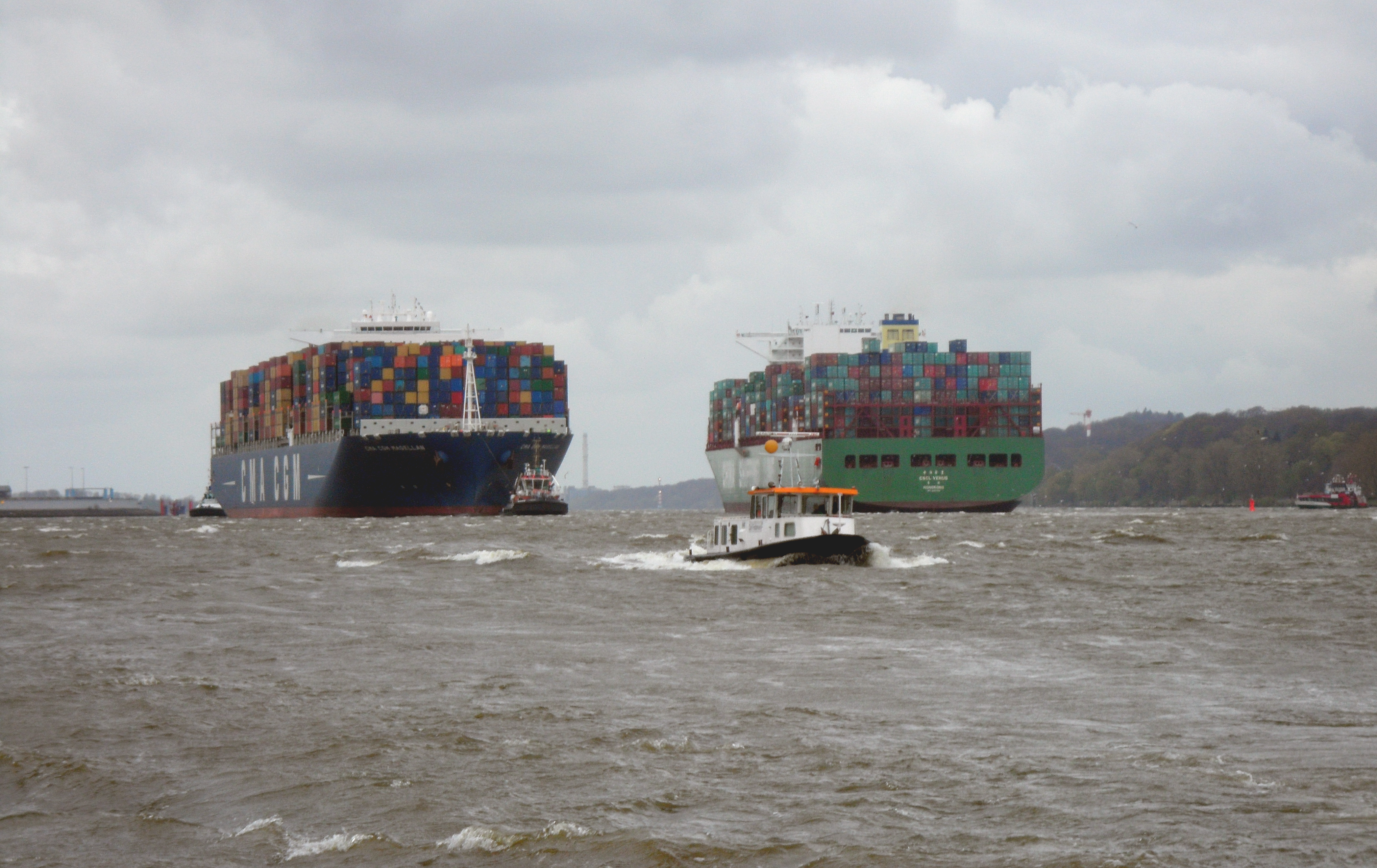
Großcontainerschiffe auf der Unterelbe

Der Unterelberaum ist einer der wirtschaftlich am stärksten prosperierenden Regionen Norddeutschlands. Trotz des teilweise äußerst ländlichen Charakters der benachbarten Landstriche wirken hier starke ökonomische Einflussfaktoren ausgehend von der Stadt Hamburg mitsamt der sie umgebenden Metropolregion. Das Gebiet dieser hat sich mittlerweile so weit ausgebreitet, dass die gesamte Unterelbe die Metropolregion in einen nördlichen und südlichen Bereich teilt.
Die Metropolregion bestimmt somit zu einem großen Teil auch die Wirtschaftsstruktur der Unterelbe. Die stärksten Cluster sind die Hafenwirtschaft und Logistikbranche um den Hamburger Hafen sowie die Luftfahrtbranche um den in Hamburg-Finkenwerder und Stade ansässigen Airbus-Konzern nebst den vielen mittelständisch geprägten Zulieferbetrieben in der Umgebung.
Daneben prägen aber auch sehr ländliche Gebiete das Bild der Unterelbregion. So ist das auf niedersächsische Seite befindliche Alte Land eines der weltweit größten zusammenhängenden Obstanbaugebiete. Auf der gegenüberliegenden Seite der Niederelbe im Kreis Pinneberg hat sich ein Cluster im Bereich des Gartenbaus (hier vor allem Baumschulen) gebildet, welcher einzigartig ist. Beide Gebiete sind mit ihrer stadtnahen und dennoch ländlichen Struktur beliebte Naherholungsgebiete für die städtische Bevölkerung.
Eine die Wirtschaftsstruktur stärkende öffentlich-private Initiative ist zum Beispiel die Wachstumsinitiative Süderelbe als regionale Wirtschaftsförderungsagentur in den Bereichen Logistik und Hafen, Ernährungswirtschaft und Luftfahrt. Weitere Schwerpunkte liegen in den Bereichen Standortmanagement, Innovation und Qualifizierung.
Eine weitere die Wirtschaftsstruktur stärkende Förderagentur ist die Projektgesellschaft (PG) Norderelbe. Sie ist als regionale Wirtschaftsförderungsinstitution zuständig für die Durchführung des Zukunftsprogramm Wirtschaft in den an die Niederelbe angrenzenden schleswig-holsteinischen Kreisen Pinneberg, Steinburg und Dithmarschen.
Ein gemeinsames Positionspapier der Handelskammer Hamburg, der IHK Stade für den Elbe-Weser-Raum und der IHK Schleswig-Holstein zeigt Vorschläge für die wirtschaftliche Entwicklung des Unterelberaums auf.

### Seefahrt

#### Verkehrsbedeutung der Elbmündung

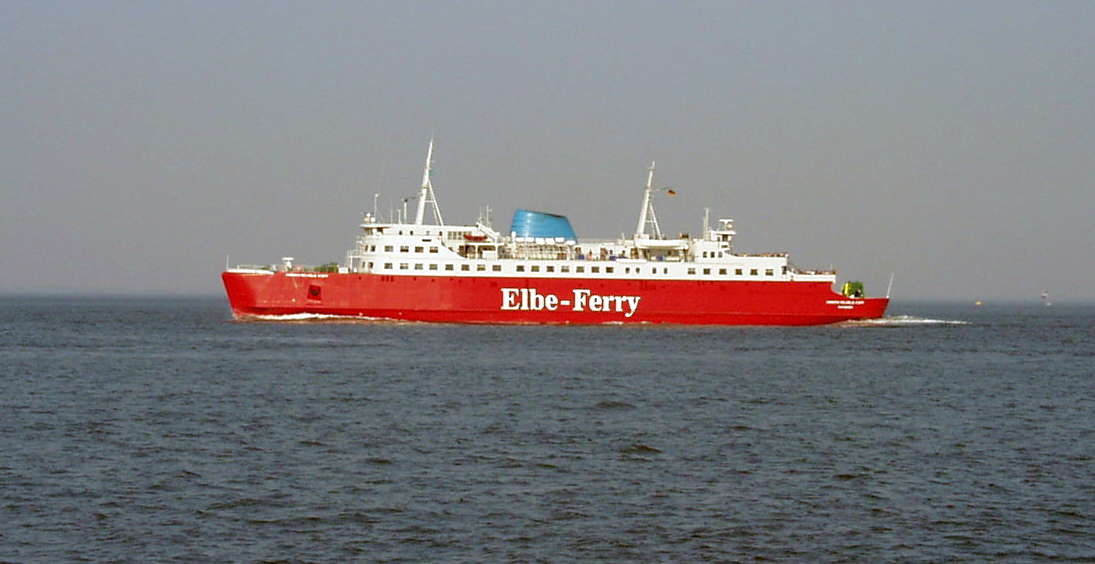
Elbfähre Cuxhaven–Brunsbüttel

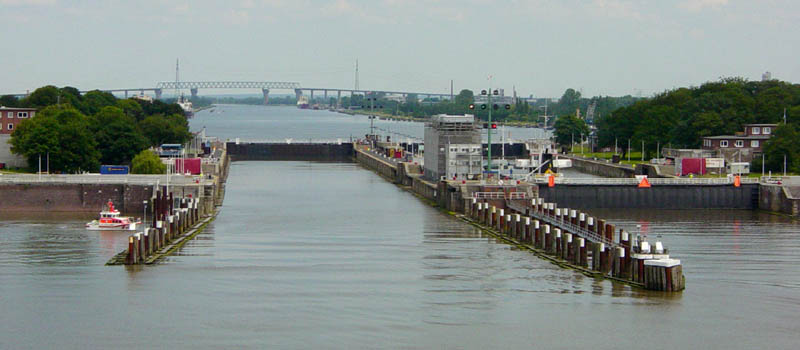
Schleuse des Nord-Ostsee-Kanals in Brunsbüttel

Die Elbmündung besitzt eine hohe Bedeutung für die Seeschifffahrt: Zum einen ist der Trichter der Zugang zum Hamburger Hafen, zum anderen liegt in der Mündung auf nördlicher Seite der Zugang zum Nord-Ostsee-Kanal. Der untere Teil der Elbmündung gehört deshalb zu den am stärksten befahrenen Wasserstraßen in Europa. Der Niederelbe vorgelagert, und im physiognomischen Sinne kein Flussabschnitt mehr, befindet sich die sogenannte Außenelbe. Sie ist der durchs Wattenmeer führende Teil der Elbmündung. Aufgrund der schmalen schiffbaren Rinne im Bereich der Wattenmeergebiete von Hamburg und Schleswig-Holstein (beide sind inzwischen als Nationalparke nach dem Bundesnaturschutzgesetz ausgewiesen) muss die Schifffahrt bereits weit vor der Küste durch Hilfsmittel in den Mündungsbereich gelotst werden. Aus diesem Grund markierten bis in die 1970er Jahre drei bis zu 45 Meter hohe Feuerschiffe von offener See her die Fahrrinne. Davon wurde das Feuerschiff Elbe 2 1974 durch den Leuchtturm auf dem Großen Vogelsand ersetzt, Elbe 3 wurde 1977 außer Dienst gestellt, und als letztes wurde Elbe 1 Anfang 2000 durch eine Leuchttonne ersetzt.
Auf der Niederelbe erfolgt heute die Navigation durch moderne Radartechnik. Entsprechende Bauten erstrecken sich an beiden Ufern. Die größeren Schiffe werden zudem durch Lotsen bis in den Hamburger Hafen geführt.

#### Häfen

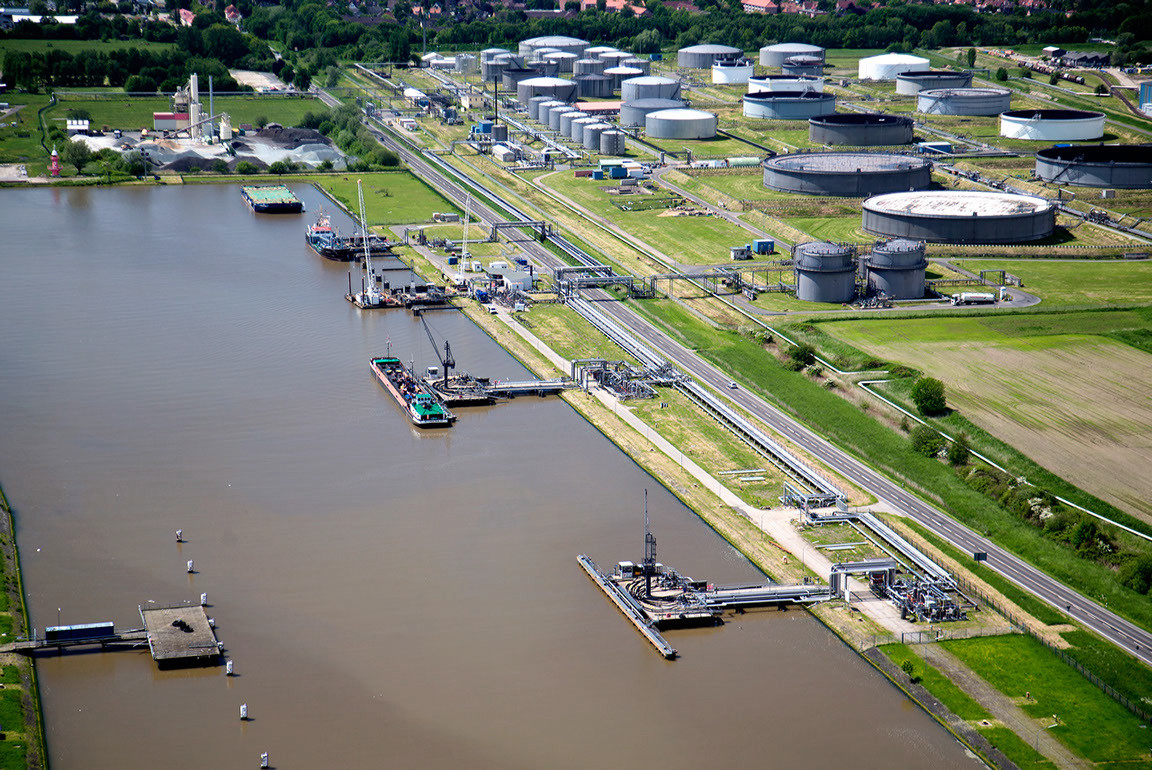
Ölhafen Brunsbüttel

An der Niederelbe befinden sich neben dem Hamburger Hafen weitere Häfen von wirtschaftlicher Bedeutung. Hierzu zählen vor allem der Seehafen Stade im Stader Ortsteil Bützfleth sowie die Hafenanlagen im schleswig-holsteinischen Brunsbüttel und dem niedersächsischen Cuxhaven.
Historisch bedeutend für den Transatlantik-Personenverkehr war bis in die 1970er-Jahre zudem der Amerikahafen mit dem Steubenhöft in Cuxhaven. Heute legen von ihm überwiegend nur noch Seebäderschiffe ab.
Darüber hinaus bestehen in vielen Orten an der Niederelbe Yachthäfen. Hierzu zählen unter anderem die Häfen in Freiburg/Elbe, Wischhafen, Glückstadt sowie der Hamburg Yachthafen vor Wedel. Während letztgenannter direkt im Elbstrom liegt, sind die drei erstgenannten über langgestreckte Prielläufe zu erreichen oder sie befinden sich an einem der zahlreichen Nebenarmen der Elbe.

## Kulturraum Unterelbe
Der Bereich an der Unterelbe ist zugleich auch ein Kulturraum. An mehreren Orten entlang der Unterelbe können sich Touristen über die Entstehung, Struktur und das heutige Leben an diesem küstennahen Landstrich in verschiedenen Einrichtungen informieren. Hierzu zählen:

### Integrierte Station Unterelbe
Die integrierte Station Unterelbe ist ein Erlebnis- und Informationszentrum in Haseldorf. Besucher können eine Ausstellung über die Natur- und Kulturlandschaft der Elbmarschen anschauen und sich über Freizeit- und Erholungsmöglichkeiten entlang der Elbe informieren. Es befindet sich auf dem Gelände des Gutshofes Haseldorf.

### Natureum Niederelbe

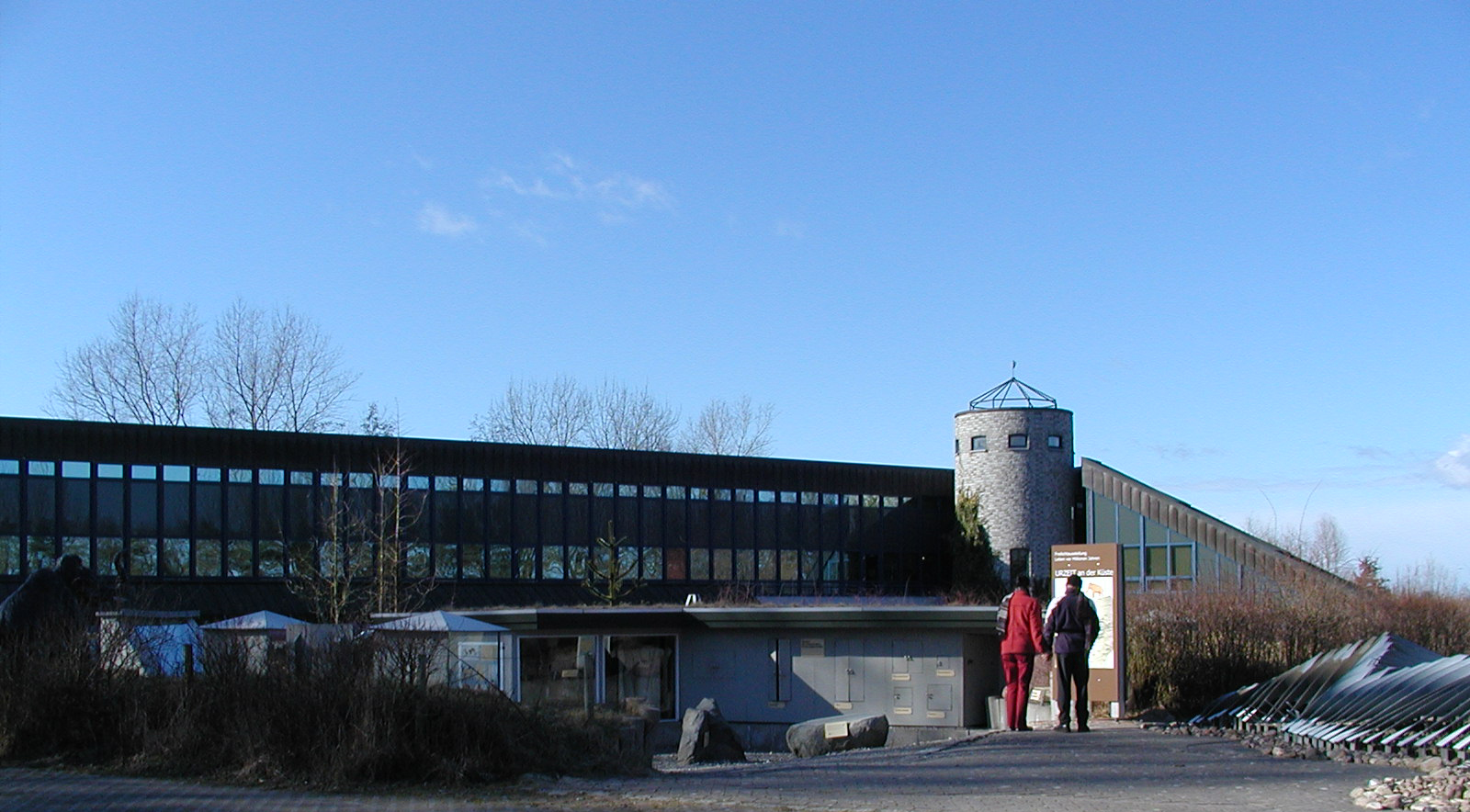
Natureum Niederelbe

Das Natureum Niederelbe ist ein Freilichtmuseum zwischen Balje und Neuhaus (Oste). Es befindet sich auf einer Insel am Ostesperrwerk.